# Лёгкая атлетика на летних Олимпийских играх 2024 — смешанная эстафета 4×400 метров
Соревнования в смешанной легкоатлетической эстафете 4×400 метров на Олимпийских играх 2024 года прошли 2 и 3 августа в Париже (Франция) на «Стад де Франс».
Олимпийским чемпионом 2021 года в смешанной эстафете 4×400 метров являлась сборная Польши. На этот раз команда Польши заняла только 7-е место в финале.
В предварительном забеге сборная США установила новый мировой рекорд — 3:07.41. В финале Фемке Бол на последнем этапе сумела обогнать несколько соперниц и принесла золото сборной Нидерландов. Команда Нидерландов пробежала на 0,02 сек медленнее, чем американцы в предварительном забеге, установив рекорд Европы (3:07.43).

## Призёры
| Золото | Серебро                                                                         | Бронза |
| Нидерланды · Юджин Омалла (м) · Лике Клавер (ж) · Исайя Клейн-Иккинк (м) · Фемке Бол (ж) · Кателейн Петерс (ж) | США · Вернон Норвуд (м) · Шамир Литтл (ж) · Брайс Дедмон (м) · Кейлин Браун (ж) | Великобритания · Сэмюел Рирдон (м) · Лавиаи Нильсен (ж) · Алекс Хейдок-Уилсон (м) · Эмбер Эннинг (ж) · Николь Йерджин (ж) |

Курсивом выделены участники, выступавшие только в предварительных забегах

## Рекорды
До начала соревнований действующими были следующие рекорды
| Мировой рекорд                 | США · Джастин Робинсон (м) · Рози Эффионг (ж) · Мэттью Болинг (м) · Алексис Холмс (ж)                    | 3:08.80 | Будапешт (Венгрия) | 19 августа 2023 |
| Олимпийский рекорд             | Польша · Кароль Залевский (м) · Наталья Качмарек (ж) · Юстина Свенти-Эрсетиц (ж) · Каетан Душиньский (м) | 3:09.87 | Токио (Япония)     | 31 июля 2021    |
| Лучший результат сезона в мире | Ирландия · Кристофер О’Доннелл (м) · Расидат Аделеке (ж) · Томас Барр (м) · Шарлен Модсли (ж)            | 3:09.92 | Рим (Италия)       | 7 июня 2024     |

## Отбор на Олимпийские игры
Количество сборных, установленное World Athletics для этого вида — 16. Главным отборочным турниром стали соревнования «Всемирные эстафеты» — 2024, по итогам которых определились 14 команд-участниц Игр в Париже. Оставшиеся 2 места достались сборным, показавшим лучшие результаты в течение квалификационного периода (с 31 декабря 2022 года по 30 июня 2024 года).

## Расписание
| Дата           | Время | Раунд соревнований     |
| -------------- | ----- | ---------------------- |
| 2 августа 2024 | 19:10 | Предварительные забеги |
| 3 августа 2024 | 20:55 | Финал                  |

Время местное (UTC+2:00)

## Результаты
Обозначения: Q — Автоматическая квалификация | q — Квалификация по показанному результату | qR — Квалификация по решению судей | WR — Мировой рекорд | OR — Олимпийский рекорд | AR — Рекорд континента | NR — Национальный рекорд | WL — Лучший результат сезона в мире | SB — Лучший результат в сезоне | DNS — Не стартовали | DNF — Не финишировали | DQ — Дисквалифицированы

 Автоматическая квалификация  Квалификация по показанному результату

### Предварительные забеги
Квалификация: первые 3 команды в каждом забеге (Q) плюс 2 лучших по времени (q) проходили в финал.
Сборная США выиграла первый забег с новым мировым рекордом — 3:07.41. Вернон Норвуд, Шамир Литтл, Брайс Дедмон и Кейлин Браун улучшили предыдущее достижение 2023 года (3:08.80), также принадлежавшее США, более чем на 1 секунду.
| Место | Команда | Забег | Результат | Примечания    |
| ----- | --- | ----- | --------- | ------------- |
| 1     | США (Вернон Норвуд (м), Шамир Литтл (ж), Брайс Дедмон (м), Кейлин Браун (ж))                               | 1     | 3:07.41   | Q, WR, OR, WL |
| 2     | Франция (Мухаммад Кунта (м), Луиза Мараваль (ж), Тео Андан (м), Амандин Броссье (ж))                       | 1     | 3:10.60   | Q, NR         |
| 3     | Великобритания (Сэмюел Рирдон (м), Лавиаи Нильсен (ж), Алекс Хейдок-Уилсон (м), Николь Йерджин (ж))        | 2     | 3:10.61   | Q, NR         |
| 4     | Бельгия (Джонатан Сакур (м), Элена Понетт (ж), Кевин Борле (м), Наоми Ван Ден Брук (ж))                    | 1     | 3:10.74   | Q, NR         |
| 5     | Нидерланды (Юджин Омалла (м), Лике Клавер (ж), Исайя Клейн-Иккинк (м), Кателейн Петерс (ж))                | 2     | 3:10.81   | Q             |
| 6     | Ямайка (Рехим Хейлс (м), Джунель Бромфилд (ж), Зандрион Барнс (м), Стефени Энн Макферсон (ж))              | 1     | 3:11.06   | q, NR         |
| 7     | Польша (Максимилиан Швед (м), Марика Попович-Драпала (ж), Кароль Залевский (м), Юстина Свенти-Эрсетиц (ж)) | 1     | 3:11.43   | q, SB         |
| 8     | Италия (Лука Сито (м), Анна Полинари (ж), Эдоардо Скотти (м), Аличе Манджоне (ж))                          | 2     | 3:11.59   | Q             |
| 9     | Нигерия (Сэмюел Огази (м), Элла Оноджувево (ж), Ифеаньи Оджели (м), Патьенс Джордж (ж))                    | 2     | 3:11.99   | NR            |
| 10    | Ирландия (Кристофер О’Доннелл (м), Софи Беккер (ж), Томас Барр (м), Шарлен Модсли (ж))                     | 2     | 3:12.67   |               |
| 11    | Швейцария (Шарль Деванте (м), Джулия Сенн (ж), Лионель Шпиц (м), Ясмин Жиже (ж))                           | 1     | 3:12.77   | NR            |
| 12    | Кения (Дэвид Капиранте (м), Вероника Мутуа (ж), Бонифас Мвереса (м), Мерси Чебет (ж))                      | 1     | 3:13.13   |               |
| 13    | Багамские Острова (Венделл Миллер (м), Джавонья Валкурт (ж), Алонсо Расселл (м), Квинси Пенн (ж))          | 1     | 3:14.58   |               |
| 14    | Украина (Александр Погорилко (м), Татьяна Мельник (ж), Данил Даниленко (м), Марьяна Шостак (ж))            | 2     | 3:15.51   |               |
| 15    | Германия (Жан-Поль Бредау (м), Алиса Шмидт (ж), Мануэль Зандерс (м), Айлен Демес (ж))                      | 2     | 3:15.63   |               |
| 16    | Доминиканская Республика (Эрик Хоэль Санчес (м), Милагрос Дуран (ж), Роберт Кинг (м), Анабель Медина (ж))  | 2     | 3:18.39   |               |

### Финал
Финал в смешанной эстафете 4×400 метров состоялся 3 августа 2024 года.
| Место | Команда                                                                                                  | Результат | Примечания  |
| ----- | --- | --------- | ----------- |
| 1     | Нидерланды (Юджин Омалла (м), Лике Клавер (ж), Исайя Клейн-Иккинк (м), Фемке Бол (ж))                    | 3:07.43   | AR          |
| 2     | США (Вернон Норвуд (м), Шамир Литтл (ж), Брайс Дедмон (м), Кейлин Браун (ж))                             | 3:07.74   |             |
| 3     | Великобритания (Сэмюел Рирдон (м), Лавиаи Нильсен (ж), Алекс Хейдок-Уилсон (м), Эмбер Эннинг (ж))        | 3:08.01   | NR          |
| 4     | Бельгия (Александр Дом (м), Элена Понетт (ж), Джонатан Сакур (м), Наоми ван ден Брук (ж))                | 3:09.36   | NR          |
| 5     | Ямайка (Рехим Хейлс (м), Джунель Бромфилд (ж), Зандрион Барнс (м), Стефени Энн Макферсон (ж))            | 3:11.67   |             |
| 6     | Италия (Лука Сито (м), Джанкарла Тревизан (ж), Эдоардо Скотти (м), Аличе Манджоне (ж))                   | 3:11.84   |             |
| 7     | Польша (Максимилиан Швед (м), Юстина Свенти-Эрсетиц (ж), Кароль Залевский (м), Алиция Врона-Кутшепа (ж)) | 3:12.39   |             |
| 8 !   | Франция (Мухаммад Кунта (м), Луиза Мараваль (ж), Фабрисио Саиди (м), Амандин Броссье (ж))                | DQ        | TR24.21 [a] |

a  Дисквалификация в соответствии с правилом 24.21 «Толчок соперника в зоне передачи эстафетной палочки»